# Suliszka
Suliszka – wieś w Polsce położona w województwie mazowieckim, w powiecie radomskim, w gminie Wierzbica. Ma status sołectwa.
| SIMC    | Nazwa     | Rodzaj    |
| ------- | --------- | --------- |
| 0641176 | Pod Lasem | część wsi |

W latach 1975–1998 miejscowość administracyjnie należała do województwa radomskiego. 1 stycznia 2003 roku częścią wsi Suliszka stała się ówczesna wieś Pod Lasem.
Wierni Kościoła rzymskokatolickiego należą do parafii Matki Boskiej Królowej Polski w Łączanach.